# کوه مک گیلیوری
کوه مک گیلیوری (به انگلیسی: Mount McGillivray) یک کوه در کانادا است که در آلبرتا واقع شده‌است. کوه مک گیلیوری ۲٬۴۵۱ متر بالاتر از سطح دریا واقع شده‌است.